# Волкова, Анна Николаевна
Анна Николаевна Волкова (17 апреля 1902 — 2 августа 1973), также Анна де Волкофф — русская белоэмигрантка, осуждённая за шпионаж в пользу нацистской Германии во время Второй мировой войны (завербовала Тайлера Кента, шифровальщика американского посольства в Лондоне). Секретарь Правого клуба, выступавшего против участия Великобритании во Второй мировой войне.

## Биография

### Ранние годы
Старшая дочь контр-адмирала Николая Александровича Волкова (1870—1954), последнего военно-морского атташе Российской империи в Лондоне, и Веры Николаевны Волковой (урождённой Скалон); внучка А. Н. Волкова-Муромцева. После революции её семья решила остаться в Англии, и 10 сентября 1935, натурализовавшись, все они стали британскими подданными. Семейство Волковой содержало с 1923 года кафе «Русская чайная» в Южном Кенсингтоне в доме 50 на Харрингтон-Роуд, неподалёку от Музея естествознания, бывшее популярным местом встречи белоэмигрантов.
Анна и её отец придерживались крайне правых взглядов и симпатизировали нацистскому режиму, установившемуся в Германии. Анна посетила эту страну несколько раз на протяжении 1930-х годов и встречалась, согласно её заявлениям, с Гансом Франком и Рудольфом Гессом. Её поездки вызвали интерес у MI5, и в результате этого с 1935 года Анна попала под негласное наблюдение как потенциальный германский шпион. Утверждалось, что она была связана с Уоллис Симпсон, клиентом её ателье мод, которую также подозревали в работе на немцев.

### Правый клуб
Волкова принадлежала к Правому клубу — одному из множественных антисемитских и антивоенных движений Великобритании, насчитывавшему около 350 человек. Основателем клуба был капитан Арчибальд Мол Рамсей, депутат Парламента Великобритании, который неоднократно опровергал обвинения в поддержке нацизма, говоря, что его критики смешивают антисемитизм и нацизм. Среди членов клуба были Уильям Джойс (вступил 1 июля 1939 года, но через месяц уехал в Германию и стал работать пропагандистом на радио), А. К. Честертон (автор книги «Новые несчастливые лорды»), Френсис Йейтс-Браун (автор бестселлера «Дела и дни Бенгальского улана»), адмирал Уилмот Николсон и его супруга Кристабель (обвинялась в сотрудничестве с нацистами, отсидела в тюрьме Холлоуэй 4 года и была оправдана) и Артур Уэлсли, 5-й герцог Веллингтон. Они нередко проводили собрания в «Русской чайной». В своей автобиографии «Безымянная война» Рамсей утверждал:

Главной целью Правого клуба было противодействие и вскрытие деятельности организованного еврейства, в свете доказательств, попавших ко мне в 1938 году. Наша первая задача заключалась в том, чтобы очистить Консервативную партию от еврейского влияния, характер нашего членства и встреч строго соответствовал этой цели.
Оригинальный текст (англ.)The main object of the Right Club was to oppose and expose the activities of Organised Jewry, in the light of the evidence which came into my possession in 1938. Our first objective was to clear the Conservative Party of Jewish influence, and the character of our membership and meetings were strictly in keeping with this objective.

### Во время Второй мировой войны
С началом войны в сентябре 1939 года Правый клуб был официально распущен, но многие его члены ушли в подполье и намеревались содействовать победе Германии. Волкова, используя посредника из итальянского посольства — помощника военного атташе полковника Франческо Марильяно, герцога дель Монте — отправляла информацию в Берлин, в том числе рекомендации касаемо пропагандистских программ Джойса. Однако Волкова не знала, что в Правом клубе действовали несколько агентов MI5: Марджори Мекки, Элен де Мунке (бельгийская медиум) и Джоан Миллер (юная агент-нелегал под псевдонимом «Мисс Б», некогда работавшая в офисе Элизабет Арден). Благодаря этим трём женщинам, которыми руководил глава отдела MI5 B(5)b Максвелл Найт, британцы были полностью осведомлены о делах клуба и могли влиять на его деятельность.
В феврале 1940 Волкова познакомилась с Тайлером Кентом — шифровальщиком посольства США, разделявшим убеждения Волковой. Он стал частым посетителем Правого клуба, а позже показал Волковой и Рамсею некоторые документы, похищенные им из посольства, наиболее важными из которых была переписка между Уинстоном Черчиллем и Франклином Рузвельтом. 13 апреля 1940 года Волкова отправилась на квартиру Кента забрать часть документов, чтобы, как это выяснилось позже, сфотографировать их. Несмотря на утверждения, что она отправляла копии в Берлин, доказать это не удалось. Её шпионская деятельность оборвалась после просьбы к Элен де Мунке передать зашифрованное письмо Уильяму Джойсу через контакт из итальянского посольства. Та согласилась, но сначала показала письмо Максвеллу Найту.

### Арест и суд
Анна Волкова и Тайлер Кент были арестованы 20 мая 1940 года за нарушение Закона о государственной тайне. Случайным свидетелем её ареста был 11-летний Лен Дейтон, в будущем автор шпионских романов. Анну допрашивали в суде Олд-Бейли, допрос вёл сэр Уильям Джоуитт. 7 ноября 1940 года Волкова была признана виновной по всем пунктам обвинения и приговорена к 10 годам тюрьмы «за попытку содействия врагу»; ещё 5 лет полагалось по другим статьям, но это наказание было поглощено большим.  Кент, будучи американским гражданином, получил лишь 7 лет; отбыв две трети срока в тюрьме на острове Уайт, в декабре 1945 года он был депортирован в США. Сертификат Волковой о натурализации был аннулирован 17 августа 1943 года.

### Освобождение и смерть
Освобождена из тюрьмы в 1947 году. Работала швеёй у Феликса Хоупа-Николсона. 2 августа 1973 года разбилась в автокатастрофе в Испании; машиной управляла Энид Ридделл (1903—1980), также симпатизировавшая фашизму и состоявшая в Правом клубе.

### На русском
- Норман Полмар, Томас Аллен. Энциклопедия шпионажа. — М.: Крон-Пресс, 1999.
- Дамаскин И.А. 100 великих разведчиков / ред. И. Никифорова. — Вече, 2001. — 528 с. — (100 великих). — 12 500 экз. — ISBN 5-7838-0961-6.

### На английском
- Archibald Maule Ramsay. The Nameless War. A History of the Events leading up to the Second World War. — Augustine Publishing, 1969. — ISBN 978-0-85172-068-5.
- Bryan Clough. State Secrets: The Kent-Wolkoff Affair. — East Sussex: Hideaway Publications Ltd., 2005. — ISBN 0-9525477-3-2. Архивировано 28 июля 2013 года.
- Anthony Masters. The Man Who Was M — The life of Maxwell Knight. — Grafton Books, 1986. — ISBN 0-586-06867-8.
- Joan Miller. One Girl’s War: Personal Exploits in MI5’s Most Secret Station. — Ireland, 1986.
- Paul Willetts. Rendezvous at the Russian Tea Rooms. — Constable, 2015.